# Rhynchospora subdicephala
Rhynchospora subdicephala är en halvgräsart som beskrevs av Tetsuo Michael Koyama. Rhynchospora subdicephala ingår i släktet småag, och familjen halvgräs. Inga underarter finns listade i Catalogue of Life.